# Bernie West
Bernie West est un scénariste, producteur de télévision et acteur américain né le 30 mai 1918 à New York et décédé le 29 juillet 2010 à Beverly Hills en Californie.

## Filmographie

### Scénariste
- 1971-1975 : All in the Family (71 épisodes)
- 1974 : Chico and the Man (1 épisode)
- 1975-1985 : The Jeffersons (253 épisodes)
- 1976 : The Dumplings (en) (3 épisodes)
- 1976-1984 : Vivre à trois (173 épisodes)
- 1979-1980 : The Ropers (28 épisodes)
- 1984-1985 : Three's a Crowd (22 épisodes)
- 1987 : What a Country (1 épisode)
- 2019 : Live in Front of a Studio Audience: Norman Lear's 'All in the Family' and 'The Jeffersons'

### Producteur
- 1974-1975 : All in the Family (24 épisodes)
- 1975-1981 : The Jeffersons (135 épisodes)
- 1976 : The Dumplings (en)
- 1976-1984 : Vivre à trois (172 épisodes)
- 1979-1980 : The Ropers (28 épisodes)
- 1984-1985 : Three's a Crowd (22 épisodes)

### Acteur
- 1958 : Comment épouser un millionnaire : Gil Johnson (1 épisode)
- 1958 : The Phil Silvers Show : Sherwood (1 épisode)
- 1959 : Winterset : The Radical
- 1960 : The DuPont Show of the Month (1 épisode)
- 1960 : Un numéro du tonnerre : Dr Joe Kitchell
- 1961-1963 : Car 54, Where Are You? : Walter Gander et autres rôles (4 épisodes)
- 1962 : Dixon of Dock Green : Terry Spike (1 épisode)
- 1963 : The DuPont Show of the Week : Harry Fenn (1 épisode)
- 1963 : Calamity Jane : Henry Miller
- 1967 : Gomer Pyle: USMC : Wayne Henshaw (1 épisode)
- 1969 : Arsenic et vieilles dentelles
- 1972 : All in the Family : le réparateur (1 épisode)
- 1986 : What's Happening Now! : Bernie (1 épisode)
- 1987 : What a Country : Bernie (1 épisode)
- 1965 : The Trials of O'Brien : Brody (1 épisode)